# Мультипарадигменное программирование
Мультипарадигменное программирование — программирование с одновременным использованием множества парадигм.
Основные подходы к организации мультипарадигменного программирования:
- создание нового языка программирования,
- расширение существующего языка программирования,
- встраиваемые интерпретаторы,
- расширяемые интерпретаторы,
- трансляция из одного языка в другой,
- сборка модулей, написанных на разных языках программирования,
- библиотечное расширение существующего языка программирования.

Частным случаем последнего подхода является метод непосредственной интеграции, реализованный в библиотеке InteLib.

## Инструменты
Наиболее известные мультипарадигменные языки программирования — Common Lisp, Oz, JavaScript.
Одним из наиболее успешных примеров расширения существующего языка программирования с целью превращения его в мультипарадигменный инструмент является язык C++.
Встраивание интерпретаторов часто применяется для формирования SQL-запросов к базам данных из программ, написанных на языках программирования общего назначения, таких как Си или C++. Существуют встраиваемые интерпретаторы таких языков, как Tcl, Лисп, Scheme.
Известный пример расширяемого интерпретатора — Tcl, допускающий подгрузку динамических библиотек, написанных на Си.
Трансляция из одного языка в другой (как правило, язык C) применяется во многих реализациях языка Scheme, что позволяет состыковать части, написанные на Scheme, с частями, написанными на Си и C++.
Одним из примеров библиотеки, предназначенной для импорта сторонней парадигмы в язык программирования, изначально не поддерживающий её, является FC++. Известны библиотеки, предназначенные для импорта в C++ комплекса парадигм, характерного для Лиспа: Lisp Plus Plus, InteLib и другие.